# Muelle Pharoux
El Muelle Pharoux era un embarcadero ubicado en la Plaza Quince de Noviembre de la ciudad de Río de Janeiro, Brasil. 
En la actualidad se encuentra ahí el edificio neoclásico de la estación Praça XV de donde actualmente parten los trasbordadores del servicio de CCR Barcas que unen Río de Janeiro con Niterói, Paquetá, Charitas y Ribeira (Isla del Gobernador). Hoy el muelle ha sido declarado como patrimonio histórico por el IPHAN. Su nombre es una referencia a un ciudadano francés que, en el siglo XIX, fue propietario de un hotel ubicado en su inmediación.